# گوردر
گوردر، روستایی از توابع بخش مرکزی  شهرستان سرباز در استان سیستان و بلوچستان ایران است.

## جمعیت
این روستا در دهستان سرباز قرار دارد و براساس سرشماری مرکز آمار ایران در سال ۱۳90، جمعیت آن 900 نفر (206خانوار) بوده‌است.